# Lamfalussyprocessen
Lamfalussyprocessen är EU:s regleringsprocess på finansmarknaden. Processen är uppkallad efter Alexandre Lamfalussy som var ordförande i den kommitté som föreslog den nya arbetsordningen. Syftet med arbetsmodellen var att skapa en snabbare och mer flexibel modell för regelgivning och uppföljning av reglernas effekt inom EU. Målet är att harmonisera finansmarknaden, vilket ansågs svårt att uppnå genom den traditionella beslutsordningen inom EU.